# Gehyra mutilata
Gehyra mutilata — ящерица из семейства гекконов. Естественный ареал вида — Юго-Восточная Азия. Gehyra mutilata была завезена в Шри-Ланку, Индокитай и на многие острова Тихого океана, а также в другие регионы. По сравнению с Hemidactylus frenatus, Gehyra mutilata выглядит несколько более пухлой, с нежной кожей, обычно окрашенной в мягкий пурпурно-розовато-серый цвет с золотистыми пятнами у молодых особей. С возрастом эти пятна исчезают.

## Внешний вид и строение
Длина головы превышает ширину. Длина морды больше, чем расстояние между глазом и ушным отверстием, примерно в 1,3 раза больше диаметра глазницы. На лбу есть срединная бороздка. Ушное отверстие умеренно большое и почти овальное. Тело и конечности умеренно удлинённые и сплюснутые. Заднюю конечность сзади окаймляет кожная складка. Пальцы короткие и более или менее перепончатые у основания. Нижние пластинки на пальцах угловатые и разделены бороздкой. Верхняя поверхность тела и горло покрыты мелкими зернистыми чешуйками, на спине они самые крупные и плоские. Брюшные чешуи среднего размера. Межчелюстной щиток четырехугольный, со срединной щелью наверху. Ноздря находится между межчелюстным щитком, первым губным щитком и тремя носовыми щитками, верхний из которых намного крупнее и, как правило, соприкасается со своим соседом. Верхних губных щитков 8 или 9, нижних губных — 6 или 7. Подбородочные щитки умеренно крупные и пятиугольные, их три пары. Самая внутренняя пара очень крупная и удлинённая. Самая внешняя пара мелкая, часто разбита на мелкие чешуйки. Бедренные поры расположены в виде линий, по 14—19 с каждой стороны. Хвост сплющенный, его боковой край обычно покрыт мелкими острыми зазубринами. Верхняя сторона хвоста покрыта очень мелкими плоскими чешуйками. Нижняя сторона обычно имеет срединный ряд крупных расширенных чешуек. Окраска верхней стороны тела серовато- или красновато-коричневая, однородная или пестрая с более тёмными пятнами. Нижняя сторона тела беловатая.
Длина от рыла до анального отверстия может достигать 5,7 см, при этом длина хвоста равна длине тела.
Ключевым идентификационным признаком является отсутствие когтя на внутреннем пальце.

## Распространение
Широко распространён на Борнео, юго-востоке Китая, Французской Полинезии, Гавайях (Мауи), Индии, Индонезии, Малайзии, Сингапуре, Маскаренских островах, западной Мексике, Мьянме, Таиланде, Новой Гвинее, Филиппинах, островах Питкэрн, Сейшельских островах и Шри-Ланке.

## Поведение и среда обитания
Как и многие другие гекконы, G. mutilata очень легко приспосабливается к окружающей среде, хотя обычно предпочитает леса, скалистые местности и человеческие жилища на высоте от уровня моря до 1400 м. Он также широко распространен на песчаных пляжах Гавайев, где считается инвазивным видом. Он часто встречается в домах и, похоже, его не тревожит присутствие людей. Многие люди также не возражают против их присутствия в доме, возможно, потому, что, будучи ночным видом, он проводит большую часть своего времени высоко на стенах и потолках. Он малозаметен и охотится на насекомых-вредителей.
Как и многие виды гекконов, G. mutilata способен издавать звуки для общения. Его призыв, похожий на слово «ток», повторяется от шести до восьми раз с нарастающей громкостью. Он также способен бегать быстрее, чем другие синантропные гекконы.

## Питание
G. mutilata охотится на изопод, а также термитов и других мелких насекомых.

## Размножение
Яйцекладущий вид. Кладка состоит из одного-трех яиц, обычно двух.